# Finvid Finvidsson
Finvid Finvidsson (Frösviksätten), var en svensk riddare och riksråd. 

## Biografi
Finvid Finvidsson nämns tidigast 1351. Han var riksråd från 1362 och levde ännu 1378 men var död 19 november 1383. Han hörde till kung Albrekts riksråd. Genom sina äktenskap kom han att stå nära drotsen Bo Jonsson (Grip). Han var först gift med en dotter till riksrådet Gustaf Arvidsson (Sparre av Vik). Senast 1373 gifte han sig med Katarina. Hon var dotter till Östgötalagmannen och riddaren Magnus Knutsson (Aspenäsätten) och Helga Bengtsdotter (vingad pil).

### Familj
Barn i första äktenskapet
1. Magnus Finvidsson,
2. Birgitta Finvidsdotter
3. Finnvid Finvidsson
4. Ramborg Finvidsdotter

Barn i andra äktenskapet
1. Kristina Finvidsdotter, dog senast 1392.[2] Gift med Kettil Jonsson (Malstaätten), riddare och riksråd, död i slutet av 1380-talet, som slöt Malstaätten.
2. Märta Finvidsdotter, gift 1392-1395 med Jöns Bengtsson (Oxenstierna) den äldre.[3] Enligt källor skulle hon ha varit gift med Thomas von Vitzen. Med Märta Finvidsdotter tycks Frösviksätten ha utslocknat.